# Villanova Marchesana
Villanova Marchesana é uma comuna italiana da região do Vêneto, província de Rovigo, com cerca de 1.037 habitantes. Estende-se por uma área de 18 km², tendo uma densidade populacional de 58 hab/km². Faz fronteira com Adria, Berra (FE), Crespino, Gavello, Papozze.

## Demografia
| Variação demográfica do município entre 1861 e 2011                               |
|                                                                                   |
| Fonte: Istituto Nazionale di Statistica (ISTAT) - Elaboração gráfica da Wikipedia |